# Nadia - Il mistero della pietra azzurra
Nadia - Il mistero della pietra azzurra (ふしぎの海のナディア?, Fushigi no umi no Nadia, lett. "Nadia del mare dei misteri"), noto anche col sottotitolo internazionale The Secret of Blue Water, è una serie televisiva anime prodotta dallo studio Gainax e diretta da Hideaki Anno, alla sua prima esperienza da regista per una serie televisiva. Racconta le avventure di Nadia, una giovane acrobata del circo ignara delle sue origini, e Jean, un ragazzo francese con la passione per l'ingegneria, che si ritrovano a bordo del sottomarino Nautilus coinvolti nello scontro tra il misterioso capitano Nemo e l'organizzazione di Neo Atlantide guidata da Gargoyle, che punta a dominare il mondo.
Ispirata da un soggetto originale di Hayao Miyazaki, la storia è liberamente tratta dai romanzi di Jules Verne Due anni di vacanze, Ventimila leghe sotto i mari, Cinque settimane in pallone e L'isola misteriosa. Commissionato dal network televisivo NHK, la produzione dell'anime venne affidata all'allora emergente studio Gainax, che si era fatto apprezzare con le sue prime opere Le ali di Honneamise e Punta al top! - GunBuster. L'impegno economico profuso e alcune difficoltà nella realizzazione della serie fecero sì che alcune puntate venissero subappaltate ad altri studi d'animazione e affidate alla regia di Shinji Higuchi, amico di Anno, presentando dunque una qualità inferiore rispetto al resto della serie.
La serie è stata trasmessa in Giappone dal 13 aprile 1990 al 12 aprile 1991 su NHK per un totale di 39 episodi. Dopo la serie televisiva venne prodotto anche un film sequel intitolato Nadia e il mistero di Fuzzy. L'edizione italiana debuttò nel luglio 1991 su Italia 1 in una versione lievemente censurata e adattata dal titolo Il mistero della pietra azzurra. Nel 2003 la Yamato Video curò una nuova edizione in versione integrale dal titolo Nadia - Il mistero della pietra azzurra, distribuito in DVD e contenente tutti gli episodi e il film con un nuovo adattamento e doppiaggio. La versione integrale della serie nell'adattamento Yamato Video venne trasmessa per la prima volta in televisione a partire dal 1º luglio 2010 sul canale satellitare Man-ga.
La serie ricevette fin da subito critiche molto positive e venne accolta positivamente dal pubblico. Nadia fu inoltre la prima eroina a scalzare Nausicaä, popolare personaggio creato da Hayao Miyazaki, dal primo posto nel sondaggio mensile sui personaggi femminili di anime e manga più amati dal pubblico giapponese condotto dalla rivista Animage.

## Trama
(Introduzione del primo episodio)

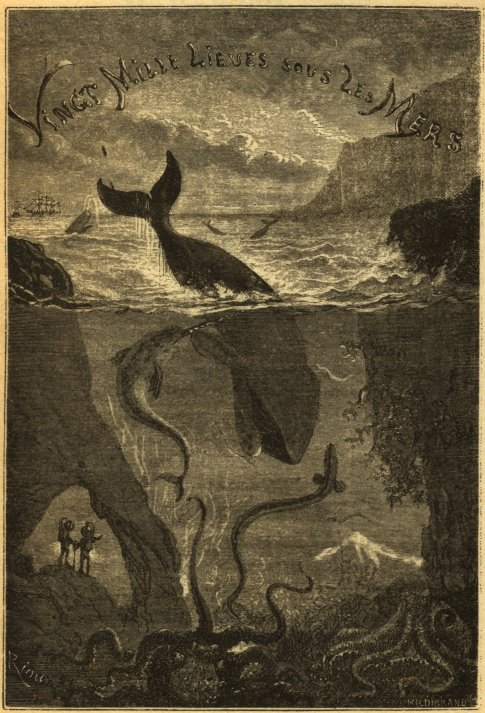
L'opera prende ispirazione dal romanzo di Jules Verne Ventimila leghe sotto i mari

È il 1889 e, durante l'Esposizione Universale di Parigi, Nadia, una ragazza quattordicenne orfana e dalla pelle scura che lavora come acrobata in un circo e sta sempre insieme a un leoncino di nome King, incontra Jean, un suo coetaneo. Il geniale inventore, recatosi a Parigi in compagnia dello zio per presentare il suo prototipo di aeroplano, s'innamora a prima vista di lei. I due e King devono però sfuggire a un tentativo di rapimento da parte di un trio di avventurieri, Grandis, Hanson e Sanson, che vogliono impossessarsi del gioiello che Nadia porta al collo, una pietra azzurra. Jean, Nadia e King riescono a fuggire grazie all'aereo del giovane inventore, ma naufragano nell'Oceano Atlantico a causa di un guasto. Vengono tratti in salvo da una nave da guerra impegnata nella caccia ad un misterioso "mostro marino" che da tempo sta imperversando in quelle acque, affondando le navi di passaggio, e incontrano per la prima volta Ayrton. Di lì a poco il mostro attacca la nave e durante il terribile scontro i due ragazzi e il leoncino sono di nuovo sbalzati in mare assieme al loro aereo. A salvarli questa volta è un avveniristico sottomarino, il Nautilus, il cui equipaggio è comandato dal misterioso capitano Nemo, possessore di un'altra pietra azzurra. A bordo Nadia e Jean scopriranno che il mostro marino al quale le marine di tutto il mondo danno la caccia sono in realtà il Nautilus e i suoi diretti nemici, i sottomarini di Neo-Atlantide Garfish, responsabili degli affondamenti delle navi.
L'aereo viene riparato dall'equipaggio del Nautilus e Jean e Nadia possono ripartire con King, ma poco dopo il decollo, mentre essi stanno sorvolando un'isola, il velivolo viene abbattuto da un colpo sparato da terra. I passeggeri si salvano fortunosamente e scoprono che l'isola è in realtà la base segreta dell'organizzazione di Neo-Atlantide da cui partono i Garfish. Neo-Atlantide è governata da Gargoyle, e aspira al dominio sul mondo tramite lo sconvolgimento dei commerci navali e la progressiva ricostruzione di misteriose tecnologie appartenenti ad una civiltà perduta: Atlantide. Sull'isola Nadia e Jean incontrano la piccola Marie, una bambina di 5 anni, alla quale i neo-atlantidei hanno ucciso i genitori e la cui situazione rivela loro la crudeltà dell'organizzazione Neo-Atlantide. Stranamente Gargoyle sembra conoscere perfettamente Nadia e il suo passato, tentando di catturarla per impossessarsi della sua pietra azzurra. Nadia, Jean e Marie sono quindi obbligati ad allearsi con Grandis, Hanson e Sanson, che erano riusciti a raggiungerli, cercando di sfuggire ai tentativi di cattura da parte delle truppe di Neo-Atlantide. Nel frattempo sull'isola, Gargoyle sperimenta la Torre di Babele, una prima super-arma ottenuta dalle antiche tecnologie di Atlantide. Il potere della Torre è così grande da poter vaporizzare un'isola nelle vicinanze, ma la macchina può effettuare solo un test a causa di un malfunzionamento: la componente mancante, infatti, è la misteriosa pietra azzurra di Nadia, senza la quale i surrogati neo-atlantidei sono inutili. Nadia, Jean, Marie e King, insieme al trio di avventurieri, vengono salvati nuovamente dal Nautilus, mentre la base di Neo-Atlantide viene distrutta dall'esplosione della Torre di Babele.
Inizia quindi un lungo viaggio in compagnia del capitano Nemo e dell'equipaggio del Nautilus, sempre inseguiti da Gargoyle, bramoso di possedere le pietre azzurre e con esse di dominare il mondo. Nadia lentamente comincerà a capire sempre più cose su se stessa, sulle sue misteriose origini e sullo strano legame che ha con il capitano Nemo, in realtà suo padre e Re atlantideo del villaggio di Tartesso, distrutto 14 anni prima da lui stesso per evitare che il colpo di stato effettuato dal primo ministro Nemesis Ra Algol (poi ribattezzatosi Gargoyle) portasse all'attivazione della Torre di Babele, e quindi alla dominazione della Terra. Nadia scoprirà con sgomento di essere l'ultima erede al trono di Atlantide, ovvero la Principessa di Neo-Atlantide, detentrice del terribile potere della Pietra Azzurra e destinata a distruggere l'umanità, razza creata millenni fa come schiavitù dagli atlantidei quando raggiunsero la Terra dalla loro galassia. Si ribellerà alla sua sorte fino a quando Gargoyle, dopo averla catturata con l'inganno, non le annienterà la volontà, ma suo fratello l'Imperatore Neo, sacrificandosi, deciderà di salvarla e sconfiggerà con la propria volontà la scienza di Gargoyle, che dopo la distruzione di Tartesso lo ridusse ad automa ricostruendone il corpo dilaniato. Al termine dell'ultima battaglia, nello spazio, Gargoyle, scoprendo di essere umano e non atlantideo, morirà per mano della luce emanata dalle Pietre Azzurre, e tutti i membri del Nuovo Nautilus si salveranno grazie al capitano Nemo, che sacrificherà la sua vita per permettere il loro ritorno sulla Terra.
Dodici anni dopo, nel 1902, Marie, ormai adulta, racconta che cosa è accaduto ai protagonisti dopo quegli eventi: il Nuovo Nautilus è stato fatto affondare al largo del Giappone e l'equipaggio si è sciolto, Echo e Icolina si sono fidanzati ed Electra sta allevando da sola il bambino che ha avuto con il capitano Nemo; Jean e Nadia si sono sposati cinque anni prima, nel 1897, vivono a Le Havre con il loro bambino e lei continua ad essere vegetariana; Grandis, sempre circondata da mille spasimanti, continua a cercare il "vero amore", Hanson ha fondato una società automobilistica e sta diventando l'uomo più ricco del mondo, ma non si è ancora sposato; Ayrton, che era veramente conte, ha ereditato le ricche proprietà della sua famiglia; infine, Sanson e Marie si sono sposati e l'anno seguente la ragazza diventerà madre, come, a breve, accadrà anche a Nadia per la seconda volta.

## Personaggi
Nadia
È una ragazza quattordicenne orfana, che lavora come acrobata in un circo di Parigi. Non conosce le sue origini, ma sogna di raggiungere l'Africa, dove per via della pelle bronzea crede di essere nata. Possiede un ciondolo, una pietra azzurra, che s'illumina quando lei si trova in pericolo. Ha un animo gentile e non sopporta la guerra, inoltre è amante della natura e degli animali. Nonostante spesso si mostri indipendente e determinata, è contraddistinta da un profondo senso di insicurezza. All'inizio appare a volte scontrosa, testarda e poco incline al dialogo, ma nel corso della storia imparerà ad essere più aperta verso il prossimo.
Jean
Coetaneo di Nadia, è un ragazzo cortese e accomodante, che cerca sempre di vedere il lato positivo delle cose e delle persone passando a volte per eccessivamente ingenuo. È un grande appassionato di scienza e meccanica, in cui ripone assoluta fiducia. Ha talento per le invenzioni, ma, data la sua inesperienza, le sue creazioni finiscono spesso per rompersi. Ha perso i genitori, è stato dunque cresciuto dagli zii. Incontra Nadia all'esposizione universale di Parigi ed è, per lui, un colpo di fulmine.
Grandis
Esuberante donna italiana dai lunghi capelli rossi. Era una ricca ereditiera costretta a diventare ladra di gioielli quando suo padre perse tutti i suoi averi. Da allora ricopre il ruolo di leader di una banda di sgangherati e comici rapinatori, formata dai suoi due sottoposti Hanson e Sanson, che si avvalgono del robot multiuso Gratan per svolgere i loro crimini. Si mette inizialmente sulle tracce di Nadia per rubarle la pietra azzurra, ma le avventure che vive con la ragazza e Jean le faranno cambiare ideali.
Hanson
Era il meccanico della famiglia di Grandis, l'unico, assieme a Sanson, a rimanerle fedele. Talentuoso inventore e tecnico, all'interno della banda è il creatore e manutentore del Gratan. A causa dei loro interessi comuni fa molto presto amicizia con Jean, al quale darà molti consigli di vita.
Sanson
Era l'autista della famiglia di Grandis, a cui rimase fedele. È un tipo muscoloso e molto narcisista, dotato di una forza straordinaria e abile nell'uso della pistola. Darà molti consigli a Jean insieme a Hanson, che è anche il suo migliore amico. Nel corso della storia si affeziona alla piccola Marie, che in seguito sposerà.
Capitano Nemo
Il comandante del sottomarino Nautilus. È un uomo di mezza età, taciturno e dallo sguardo misterioso. Ha un passato oscuro alle spalle che verrà mostrato nel corso della serie. È comunque un ottimo comandante, costretto a volte a prendere delle scelte durissime per la sopravvivenza del sottomarino.
Electra
Ufficiale in seconda del Nautilus, ha perso tutta la famiglia durante la distruzione di Tartesso e viene in seguito salvata da Nemo, al quale è legata da un rapporto di affetto, che si scopre, verso la fine della serie, essere amore.
Marie
Una bambina che perse i genitori, uccisi dai soldati di Neo Atlantide nella loro base. Viene adottata nel corso delle loro avventure da Nadia e Jean, e si affeziona molto a loro e a King proprio come a una vera famiglia. È lei a narrare l'epilogo della serie, ormai sposata con Sanson e incinta.
Gargoyle
Quando la civiltà di Tartesso era ancora fiorente era il primo ministro del re. Successivamente, con un colpo di stato, prese il potere e fondò l'organizzazione di Neo Atlantide. Ora che la civiltà di Atlantide è scomparsa, il suo scopo è quello di riportarla alla luce usufruendo della razza umana come schiava: per questo scopo, è determinante la pietra azzurra, necessaria a controllare tutti gli antichi frutti della tecnologia atlantidea. Crudele e senza scrupoli, è accecato dalla brama di potere e dalla fiducia nelle potenzialità illimitate della tecnologia atlantidea. Per buona parte della serie ha volto e spalle coperti da un cappuccio; inoltre indossa una maschera. Dopo che per tutta la vita ha creduto di essere un Atlantideo, proprio pochi istanti prima della sua morte scopre di essere anch'egli un terrestre e perciò muore a causa del potere delle pietre azzurre.
Imperatore Neo
È l'imperatore di Neo Atlantide e fratello di Nadia, ma è effettivamente una marionetta nelle mani di Gargoyle che, avendolo trovato ucciso dall'esplosione della Torre di Babele, utilizzò la tecnologia di Atlantide per ricostruire un automa a partire dai suoi pochi resti. Egli dunque non sembra avere la facoltà di provare emozioni, tuttavia quando viene messo duramente alla prova dalla vista di suo padre in agonia e di sua sorella Nadia in pericolo, prende nuovamente coscienza di sé e sacrifica l'ultimo barlume di vita rimastogli per salvare quest'ultima.

## Produzione
L'origine della serie risale alla metà degli anni 70, quando un giovane Hayao Miyazaki venne incaricato dalla casa di produzione Toho di sviluppare delle idee per possibili serie televisive. Uno dei concept creati fu Il giro del mondo sotto ai mari, ispirato ai romanzi di Jules Verne Due anni di vacanze e Ventimila leghe sotto i mari, in cui i due protagonisti in fuga dai cattivi si imbattono nel sommergibile Nautilus ed intraprendono un avventuroso viaggio intorno al mondo in compagnia del capitano Nemo. La serie non venne prodotta, tuttavia la Toho ne conservò i diritti e Miyazaki riutilizzò alcuni elementi del progetto per alcune sue opere successive, come Conan il ragazzo del futuro e Laputa - Castello nel cielo. Per questo motivo, quando poi Nadia - Il mistero della pietra azzurra venne realizzato, esso presentò delle forti affinità con i film del cineasta d'animazione pur non essendo direttamente ispirato ad essi.

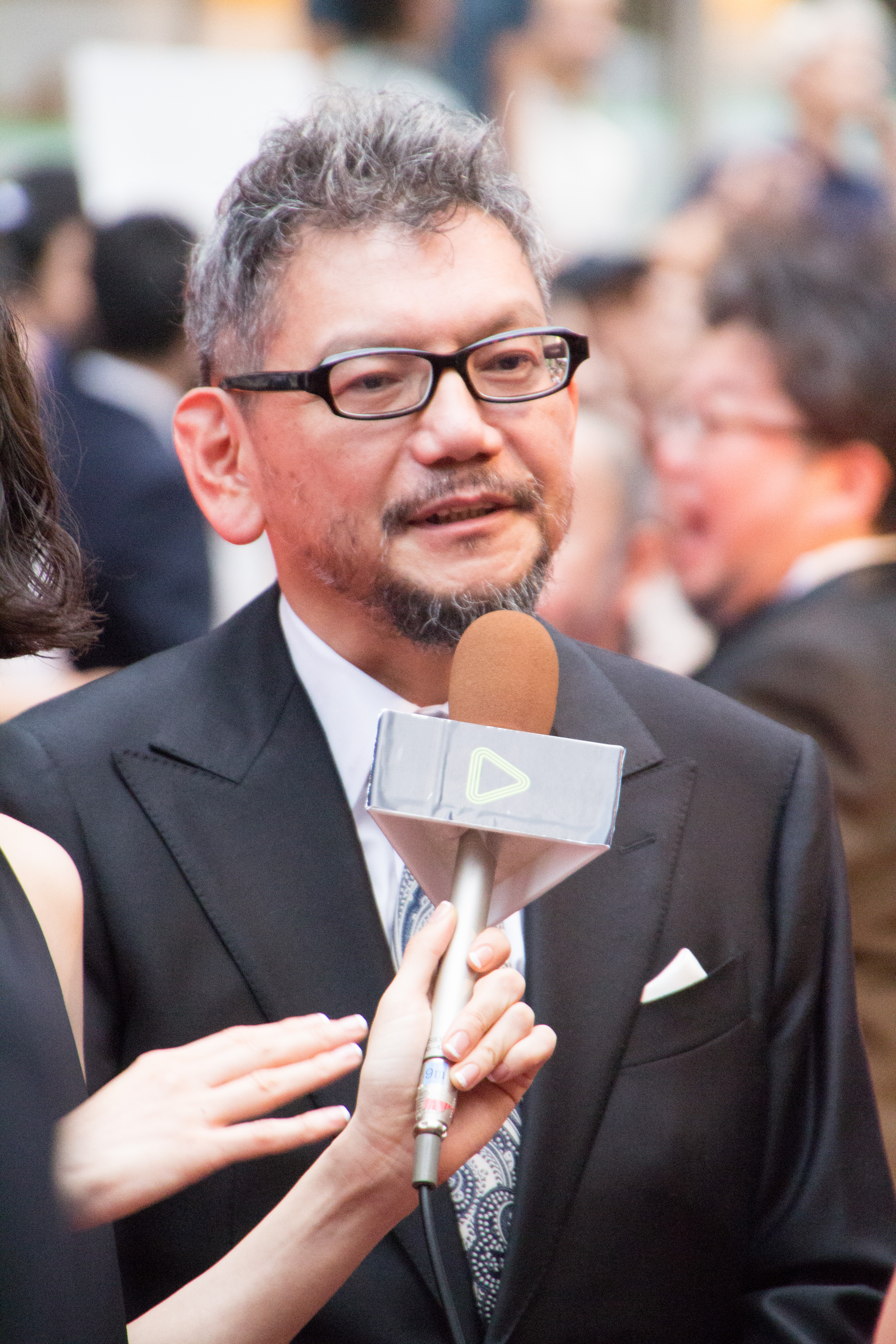
Hideaki Anno, il regista della serie

Nel 1989 la Toho decise di riprendere in mano il progetto di Miyazaki e affidò all'allora emergente studio Gainax in collaborazione con Group TAC la realizzazione di una serie televisiva da trasmettere sul canale NHK. Il cofondatore di Gainax, Hiroaki Inoue, cominciò quindi a delineare una storia basata sulle idee di Miyazaki, con Yoshiyuki Sadamoto e Mahiro Maeda che realizzarono i primi bozzetti per il character design e gli storyboard. La proposta venne accettata da NHK, tuttavia, quando lo staff di Gainax si rese conto che l'ambizioso progetto di Inoue avrebbe significato una perdita economica per lo studio, richiesero la sostituzione di Inoue come responsabile, portando Inoue ad abbandonare la compagnia. In un primo momento la regia venne affidata a Sadamoto, che però declinò l'offerta dopo due episodi, preferendo concentrarsi sul design e l'animazione; al suo posto venne quindi scelto il giovane Hideaki Anno, che stava appena terminando la sua prima opera come regista: Punta al Top! GunBuster.
Nei bozzetti iniziali l'aspetto di Nadia era marcatamente più africano, con pelle più scura e capelli ricci. L'attenuazione di queste caratteristiche nella versione finale dell'anime ha portato molti fan a speculare su una possibile censura da parte di NHK, che avrebbe temuto che i tempi fossero ancora prematuri per avere una protagonista di un cartone animato giapponese di aspetto africano. Carl Macek ipotizzò invece che la scelta fosse dipesa dalla necessità tecnica di mostrare le espressioni del personaggio, cosa che sarebbe stata più difficile adottando una tonalità di pelle più scura. Il reale motivo del cambio di aspetto di Nadia fu rivelato da Anno essere i suoi capelli, che, mantenuti ricci, sarebbero stati molto più difficili da animare e non avrebbero garantito la stessa qualità:
(Hideaki Anno)
Altri cambiamenti introdotti in fase di produzione riguardano la sceneggiatura. Nella prima bozza dell'epilogo redatta dal regista Hideaki Anno, infatti, Nadia diventa giornalista (idea utilizzata poi per il lungometraggio Nadia e il mistero di Fuzzy) per il The New York Times, Sanson studia recitazione e sposa Grandis, Hanson e Jean vanno a studiare in Germania, mentre un radiofaro farà in modo che gli abitanti di M78 giungano sulla Terra nel 1999. Già previsto fin dall'inizio, l'epilogo avrebbe dovuto essere ambientato molti anni dopo gli eventi della serie, il 6 agosto 1945 a Le Havre, dove Jean e Nadia ormai anziani apprendono sgomenti dal Paris Match del bombardamento atomico di Hiroshima.
La serie era inizialmente pensata per una durata di 30 episodi, ma il successo fu tale che i produttori decisero di aumentare il numero delle puntate in corso d'opera, portandone il numero totale a 39. Tuttavia, con la Gainax oberata da difficoltà finanziarie e ritardi di produzione che costrinsero Anno a turni di lavoro straordinario, si decise di subappaltare la realizzazione degli episodi dal 23 al 34 ad altri studi in Giappone e Corea del Sud e di affidare la direzione a Shinji Higuchi, così che Anno potesse concentrarsi sulla realizzazione del finale. Questa parte narra le avventure dei protagonisti su un'isola al largo dell'Africa, parzialmente ispirata ad un altro romanzo di Verne, L'isola misteriosa, ed è caratterizzata da una qualità sensibilmente inferiore al resto della serie, fatto che ha generato diversi malumori tra i fan. Lo stesso Anno affermò in un'intervista che se potesse rimuoverebbe l'intero arco, salvando solo l'episodio 31. Il regista realizzò in seguito una versione ridotta della serie, The Nautilus Story, della durata di circa cinque ore, da cui rimosse tutti gli episodi riempitivi focalizzando la trattazione sul Nautilus e sullo scontro tra Nemo e Gargoyle.
Alla conclusione della serie la Gainax aveva perso circa 80 milioni di yen nel progetto e non esercitava nessun diritto sulla serie stessa, tuttavia le fu permesso di produrre un videogioco su Fushigi no umi no Nadia che generò record di vendite per la compagnia. Durante la realizzazione della serie, lo studio intraprese altri progetti per limitare le perdite, ma ciò fece affiorare ulteriori problemi già preesistenti nella compagnia. In seguito Group TAC commissionò alla Gainax un film su Nadia stanziando 50 milioni di yen come anticipo, tuttavia lo studio non fu in grado di sviluppare il progetto e si ritirò. L'anticipo di Group TAC ridusse le perdite totali di Gainax per Nadia a 30 milioni di yen, ma parte di esso venne speso per la pre-produzione del lungometraggio e la compagnia non fu in grado di restituire l'anticipo, cosa che avvenne solo dopo il successo di Neon Genesis Evangelion, che risollevò le finanze della Gainax.

### Influenze e riferimenti culturali

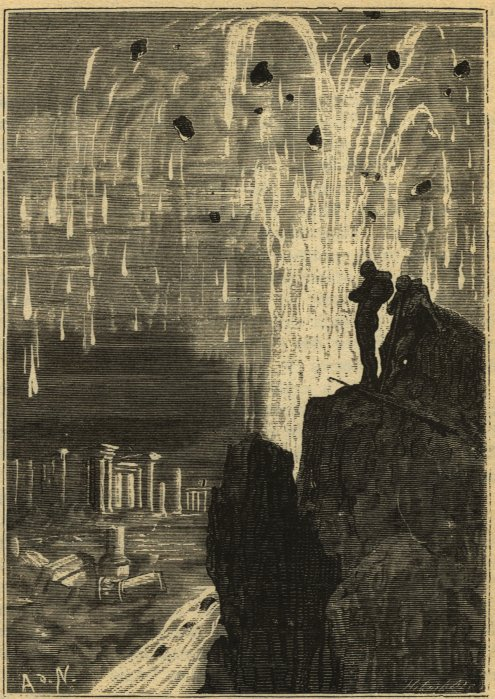
Atlantide, uno degli elementi principali nella narrazione, così come rappresentata nell'illustrazione di Alphonse-Marie-Adolphe de Neuville e Édouard Riou per l'edizione Hetzel di Ventimila leghe sotto i mari

Oltre alle già citate influenze del cinema di Hayao Miyazaki, Il mistero della pietra azzurra contiene numerosi riferimenti ad altri anime e manga. Grandis, Sanson e Hanson, ad esempio, sono un omaggio ai cattivi delle serie Time Bokan: il Trio Drombo, mentre il character design del capitano Nemo è basato su quello di Bruno J. Global di Fortezza superdimensionale Macross, con alcune influenze di Capitan Harlock e di Jūzō Okita de La corazzata Yamato. Il regista Anno ha riutilizzato nella serie alcuni nomi presenti nella sua prima opera d'animazione ad episodi Punta al Top! GunBuster. Ad esempio quelli originari del Nautilus e del Nuovo Nautilus, Eritrium ed Exelion, erano già stati assegnati alle due grandi navi spaziali che appaiono nella precedente serie. Nell'episodio 14, la Scogliera 64 è un riferimento a Leaf 64, gigantesco astro verso il quale si dirige l'Exelion nel terzo episodio di GunBuster. Inoltre l'arma del robot GunBuster chiamata "Homing Laser" è esattamente la stessa, anche per animazione, che il capitano Nemo utilizza durante la battaglia contro il Red Noah. Il ponte del Nautilus riprende quello dell'astronave SDF-1 in Macross e dell'Alpha in Latitudine zero; l'aspetto del Nuovo Nautilus è basato sulla Yamato e sulla Andromeda de La corazzata Yamato e sull'astronave Moonlight SY-3 de Gli eredi di King Kong; il design del Red Noah, invece, è basato sulle fotografie artefatte degli UFO, scattate da George Adamski.
Come diventerà prassi della Gainax, l'ultimo episodio di alcune sue serie ha il titolo di un romanzo di fantascienza: in questo caso, il titolo del 39º episodio, Eredita le stelle, è letteralmente la traduzione di quello del romanzo d'esordio di James Patrick Hogan Inherit the stars, pubblicato in Italia come Lo scheletro impossibile. L'opera presenta riferimenti mitologici (Atlantide, kraken, Yggdrasill, la Torre di Babele), scientifici (l'anello mancante), storici (la città di Tartesso) e geografici (la galassia M78 o la fossa di Tonga in prossimità della Nuova Zelanda).

## Tematiche trattate e stile
La serie è ambientata verso la fine dell'Ottocento e ha un aspetto marcatamente steampunk. In quanto tale essa gioca molto su divertenti anacronismi, soprattutto riguardanti le invenzioni di Jean che vanno dalle minibatterie al litio dell'episodio 29 alla macchina per il karaoke dell'episodio 34.
Il tema principale della serie è il contrasto tra tecnologia e natura, incarnato nei due protagonisti: Jean è un positivista, appassionato di meccanica, che parte dal presupposto che la tecnologia possa risolvere tutti i problemi dell'uomo; Nadia, invece, vive a stretto contatto con la natura, è vegetariana e rigetta l'uccisione degli altri uomini o degli animali, con cui riesce addirittura a comunicare. Ma per una questione così aperta non può esistere una soluzione semplice, e anche nella serie i personaggi e lo spettatore sono messi innanzi ai limiti delle due concezioni e di una visione bene-male delle cose. Jean apprende infatti che la tecnologia avanzatissima di Atlantide è stata la causa della sua totale distruzione, ma che mentre Gargoyle desidera utilizzarla per dominare il mondo e ingabbiare la volontà di Nadia e di Neo, Nemo ricorre al Nautilus per placare il suo senso di colpa e per proteggere chi ama. Inoltre il ragazzo è messo di fronte alla pericolosità della scienza quando assiste alla morte del meccanico di bordo del Nautilus Fate, asfissiato in sala macchine a seguito di una fuga di gas radioattivo. Anche la visione naturalistica di Nadia mostra i suoi limiti durante la permanenza del gruppo sull'isola, dove «apprende dolorosamente che non può vivere in "modo naturale" sull'isola senza l'apporto della tecnologia di Jean per ottenere cibo, acqua e riparo».
Ruolo di rilievo occupa anche il tema dell'ineluttabilità del destino. Mentre Nadia progressivamente scopre le sue origini, si rende anche conto di quale deve essere il suo fato in quanto custode della pietra azzurra e ne è spaventata, al punto da desiderare di rimanere per sempre sull'isola per il resto della sua vita, in pace e al sicuro, e di tentare per ben due volte di disfarsi dell'oggetto. Ma alla fine ella comprende che deve aprirsi al suo destino e facendo ciò ottiene il pieno potere della pietra e la libertà di decidere da sola della sua vita. Anche il capitano Nemo, che sente la responsabilità di non essere riuscito a fermare Gargoyle ai tempi di Tartesso, accetta di dedicare la sua vita a combattere il nemico, fino ad accettare serenamente la morte come espiazione dei suoi peccati e come mezzo di scambio per la vita dei suoi cari.

## Media

### Serie televisiva anime
I 39 episodi della serie sono stati trasmessi sul canale NHK dal 13 aprile 1990 al 12 aprile 1991 nello slot delle ore 19:30. Due cofanetti DVD contenenti gli episodi della serie sono stati pubblicati in Giappone tra il 1º giugno e il 1º ottobre 2007, mentre una raccolta in dieci dischi singoli è stata messa in commercio tra il 23 aprile e il 21 maggio 2008. La versione in Blu-ray è stata distribuita in un cofanetto di sette dischi in vendita a partire dal 23 novembre 2011.
La sigla di apertura adottata per la versione giapponese è Blue Water e la sigla di chiusura è Yes, I Will..., entrambe interpretate da Miho Morikawa. Il 27 agosto 2012 Starchild ha pubblicato un cofanetto di 11 CD e un DVD contenenti la colonna sonora della serie.

#### Edizione italiana
La prima edizione in italiano della serie è stata curata dalla Deneb Film di Milano per conto di Fininvest sotto la direzione di Lidia Costanzo e Federico Danti; alla traduzione hanno lavorato Marina Mocetti Spagnuolo e Luisella Sgammeglia, mentre i dialoghi italiani sono stati affidati a Cristina Robustelli e Sergio Romanò. La prima trasmissione televisiva è avvenuta dal 1º luglio al 20 settembre 1991 con il titolo Il mistero della pietra azzurra su Italia 1 e Rete 4: inizialmente andò in onda nella fascia oraria preserale di Italia 1 (dalle 20:00 alle 20:30) finché a inizio agosto quest'ultima fu soppressa su decisione della rete; pochi giorni dopo la serie venne trasferita in orario pomeridiano all'interno del programma per ragazzi Ciao Ciao (in onda prima su Italia 1, poi su Rete 4 dal 26 agosto), che propose anche gli episodi inediti. Alcune puntate furono trasmesse in fascia preserale anche su Rete 4 all'interno del programma I Cartonissimi. Come altri cartoni trasmessi su Fininvest, questa versione ha subito diverse censure, rimuovendo interamente o sostituendo con fermi immagine alcune scene in cui compaiono sangue o nudità. I dialoghi in cui Gargoyle (Argo nel primo doppiaggio) si riferisce agli Atlantidi come dèi sono stati parzialmente modificati (mentre i riferimenti all'Antico Testamento sono presenti in entrambi i doppiaggi). Nell'episodio 13 (Marie è in pericolo) è stata completamente rimossa una sequenza che ha come sottofondo musicale la canzone della sigla di testa giapponese; inoltre l'episodio 34 (La mia adorata Nadia) che contiene numerose canzoni, non è stato trasmesso. L'edizione Fininvest venne pubblicata prima parzialmente in sei videocassette nella collana Bim Bum Bam Video tra il 1991 e il 1992 e poi completamente in una collana di VHS editoriali distribuita nel 2002/2003 da Hobby & Work in collaborazione con Yamato Video.
La sigla di apertura e chiusura della versione televisiva italiana, intitolata Il mistero della pietra azzurra, è stata scritta da Alessandra Valeri Manera (testo) e da Ninni Carucci (musica) e cantata da Cristina D'Avena. Da notare che nel testo l'età dei due protagonisti viene diminuita di un anno, da 14 a 13 anni. La sigla è stata inserita nell'album Fivelandia 9 - Le più belle sigle originali dei tuoi amici in TV pubblicato nel 1991 dalla Five Record, negli album Cristina D'Avena e i tuoi amici in TV 7 del 1994 e Fivelandia 18 del 2000 e in molte altre raccolte. Il mistero della pietra azzurra fu inoltre l'ultima sigla Fininvest di una serie animata ad essere pubblicata anche in un omonimo singolo in formato 45 giri: in questa stampa il lato B conteneva la versione strumentale della sigla. È stata incisa anche la base originale con cori, inserita sulla musicassetta allegata alla VHS Cantiamo con Cristina - Che avventura! del 1992. Nel 2018 la sigla è stata inclusa nell'album Duets Forever in una nuova versione, incisa in duetto da Cristina D'Avena e Alessandra Amoroso.
Una seconda versione italiana è stata curata dalla Raflesia di Milano per conto di Yamato Video nel 2003, con la direzione di Dania Cericola e i dialoghi di Fiamma Molinari. L'edizione presenta un nuovo doppiaggio, un adattamento più fedele all'originale giapponese ed è priva di censure. Nel ridoppiaggio solo tre personaggi mantengono i doppiatori che avevano nella versione Fininvest: Jean (Davide Garbolino), Sansone/Sanson (Diego Sabre) e Ayrton (Marco Balzarotti). Alcuni nomi di personaggi, cambiati nel precedente doppiaggio, sono stati riportati all'originale: Rebecca diventa quindi Grandis, Sansone Sanson e Argo Gargoyle. Questa versione è stata pubblicata nel 2003 con il titolo di Nadia - Il mistero della pietra azzurra in 10 DVD per il mercato delle fumetterie, contenenti tutti e 39 gli episodi della serie e alcuni contenuti speciali. La prima trasmissione televisiva è avvenuta dal 1º luglio 2010 sul canale Man-ga.
Nell'aprile 2022 Yamato Video ha pubblicato una nuova edizione home video integrale della serie, per la prima volta anche in Blu-ray, sotto forma di cofanetti a tiratura limitata. Questa riedizione contiene entrambi i doppiaggi italiani (nella traccia Fininvest, le scene non doppiate all'epoca sono presentate con l'audio dell'edizione del 2003). Le copie preordinate nei mesi precedenti direttamente sul sito della Yamato Video includevano anche un CD con la sigla italiana cantata da Cristina D'Avena, in versione cantata e strumentale.

### OAV
Gli extra della versione DVD dell'anime distribuita in Giappone, contengono anche Fushigi no umi no Nadia - Omake (ふしぎの海のナディアOMAKE?), una serie di dieci OAV comici della durata di circa 6 minuti l'uno, diretta da Kazuya Tsurumaki. Le puntate alternano divertenti retroscena a puntualizzazioni su alcuni episodi della serie regolare e alcune di esse presentano un design dei personaggi super deformed. Questi OAV non sono mai stati distribuiti al di fuori del Giappone.
Nella colonna "Pos." è riportata la posizione dell'episodio all'interno della sequenza della serie originale.
| Nº | Pos. | Titolo italiano (traduzione letterale) |
| 1  | 4,5  | 1889: Il mondo di Nadia |
| 1  | 4,5  | Jean e Nadia raccontano la storia della torre Eiffel, costruita nel 1889 e distrutta dal Red Noa. Quella che vediamo oggigiorno a Parigi è in realtà la torre Eiffel II, ricostruita nel 1895. Inoltre viene presentato Jules Verne e il suo libro Ventimila leghe sotto i mari a cui il Capitano Nemo si è certamente ispirato per il nome del suo sottomarino. |
| 2  | 8,5  | Questa è Neo Atlantide |
| 2  | 8,5  | Rarissimo documento originale con un discorso di Gargoyle alla folla che inneggia a Neo Atlantide. La pellicola in bianco e nero e molto deteriorata è l'unico reperto che è giunto fino a noi che comprovi la reale esistenza di Neo Atlantide. |
| 3  | 12,5 | I 26 segreti dell'invincibile sottomarino Nautilus |
| 3  | 12,5 | Elettra spiega a Jean i ventisei segreti che rendono il Nautilus invincibile. Primo, la grandezza; secondo, la potenza; terzo, le armi; quarto, i sistemi di difesa; quinto, i materiali costruttivi. I segreti dal sesto al ventiseiesimo devono rimanere tali. |
| 4  | 16,5 | Il grande segreto della Pietra Azzurra |
| 4  | 16,5 | Elettra, che Marie chiama "vecchia signora" perché ha più di dodici anni, spiega alla bambina tutti i misteri della Pietra Azzurra, dal suo comportarsi come un computer olografico, la sua composizione (uno pseudo metallo chiamato Orichalcon), fino al fatto che funziona solo in presenza di un membro della famiglia reale di Atlantide. Quando Marie scopre che una ragazza egocentrica come Nadia è una principessa, capisce che la fine del mondo è ormai prossima. |
| 5  | 20,5 | Nadia partecipa alla gara di bellezza |
| 5  | 20,5 | Sul Nautilus viene organizzato il concorso Miss Nautilus. Nadia, per il fatto di essere la ragazza più giovane a parte la piccola Marie è sicura di vincere, ma il risultato è impietoso: 1ª Icolina (25 voti), 2ª Electra (17 voti), 3ª Grandis (12 voti), 4ª Marie (3 voti), 5ª ed ultima Nadia con solamente un voto. Neppure gli amici Jean e King hanno votato per lei e Jean, che ha votato per Elettra, viene punito duramente da Nadia. Rimane però il mistero di chi abbia votato per lei. |
| 6  | 24,5 | Benvenuti a Neo Atlantide |
| 6  | 24,5 | "Zio Gargoyle" mostra tutto fiero a Marie le potenti armi che Neo Atlantide ha a disposizione, dal "Carro Umano" al "Calcarodonte", dai "Garfish" fino alla "Nave da guerra volante". Gargoyle non dimentica di mostrare la terribile "Torre di Babele II" (la prima era andata distrutta) con i suoi dodici satelliti in orbita attorno alla terra, ma a quel punto Marie preme per sbaglio il pulsante di autodistruzione della Torre II, che esplode andando in mille pezzi come quella precedente. L'episodio termina con Gargoyle che pronuncia parole irriferibili e censurate. |
| 7  | 28,5 | La super enciclopedia su Nadia! |
| 7  | 28,5 | Documentario su Nadia, una terribile ragazza egoista, testarda, ostinata e dispotica. Viene analizzata la sua scheda personale: data di nascita, 31 maggio 1875; luogo di nascita, Tartesso; altezza, 155 cm; peso, 43 kg; seno, 79 cm; vita, 58 cm; fianchi, 83 cm; piede, 22.5 cm; gruppo sanguigno, A+. Durante il documentario vengono intervistati l'amico Jean, il padre Nemo e la di lui seconda moglie, che desidera essere chiamata Elettra, ma tutti danno risposte evasive. Con simile gente intorno, sorge il dubbio se Nadia riuscirà mai a diventare adulta. Hideaki Anno, il regista dell'anime, è l'unico ad avere qualche speranza in proposito, ma ci si chiede quanto si dovrà aspettare prima che Nadia cresca e diventi una donna responsabile.                                                                                           |
| 8  | 31,5 | Sunset JanJan |
| 8  | 31,5 | Jean e Nadia mostrano alcune fotografie scattate durante le loro avventure, fin da quando la ragazza lavorava al circo. Non mancano tante foto di Elettra (che Nadia chiama "matrigna") scattate da Jean, ma quando si arriva alla vacanza forzata sull'isola deserta, iniziano i problemi. In quell'occasione infatti Nadia vestiva abiti molto succinti e Sanson l'aveva ripetutamente fotografata di nascosto mentre riposando assumeva pose molto provocanti. Nadia è ovviamente infuriata che circolino quelle foto, ma ce n'è una che Jean non vuole mostrare. Anche questa l'ha scattata Sanson di nascosto mentre Jean dormiva. Purtroppo a quel punto la scena è censurata e rimangono solo le parole di Nadia che chiede ripetutamente e innocentemente "che cos'è quella cosina lì?", "che cos'è quell'elefantino?" suscitando l'imbarazzo di Jean. |
| 9  | 36,5 | Alla ricerca del tempo perduto... |
| 9  | 36,5 | Intervista a Elettra, primo ufficiale del Nuovo Nautilus, effettuata nel pub "Shige-chan" a Tokyo. Elettra racconta la terribile avventura seguita all'affondamento del Nautilus, quando l'equipaggio che si vedeva ormai spacciato era stato salvato da una provvidenziale corrente sottomarina. Avevano dovuto dar fondo agli ultimi residui di energia, ma si erano salvati. La terribile avventura ha però portato ad un evento felice, Electra infatti ha al dito un anello di matrimonio e l'intervistatore le fa le congratulazioni. |
| 10 | 38,5 | Il Nuovo Nautilus vs il Red Noa |
| 10 | 38,5 | Elettra passa in rassegna le caratteristiche tecniche del Nuovo Nautilus e del Red Noa. Purtroppo la potenza del Red Noa è di gran lunga superiore, ma Jean sa che se si è coraggiosi e soprattutto dalla parte dei "buoni", si vincerà senz'altro. Anche in questo episodio Jean dimostra di avere un debole per Elettra, ma viene di nuovo punito duramente da Nadia. |

### Film
Un lungometraggio intitolato Nadia e il mistero di Fuzzy (ふしぎの海のナディア - 劇場用オリジナル版?, Fushigi no umi no Nadia - Gekijō yō orijinaru ban), sequel alla serie televisiva, ha debuttato nelle sale giapponesi il 29 giugno 1991. Gli eventi del film si collocano due anni dopo la sconfitta di Gargoyle e di Neo-Atlantide.

### Videogiochi
Sono stati prodotti diversi adattamenti videoludici dell'anime:
- Fushigi no umi no Nadia, videogioco d'avventura sviluppato da Advance Communication Company per Nintendo Entertainment System e pubblicato da Toho il 15 marzo 1991[35];
- Fushigi no umi no Nadia, videogioco d'avventura sviluppato da Namco per Sega Mega Drive e pubblicato il 19 marzo 1991[36];
- Fushigi no umi no Nadia, videogioco di strategia sviluppato da Gainax per console NEC PC-9801, Sharp X68000 e FM Towns e pubblicato il 27 marzo 1992[37][38];
- Fushigi no umi no Nadia, videogioco d'avventura sviluppato da Hudson Soft per PC Engine e pubblicato il 29 gennaio 1993[39];
- Fushigi no umi no Nadia: Inherit the Blue Water (ふしぎの海のナディア- Inherit the Blue Water -?), videogioco d'avventura sviluppato da Jinx e pubblicato il 22 settembre 2005 per PlayStation 2 e il 2 giugno 2006 per PC[38][40].

Alcuni personaggi de Il mistero della pietra azzurra — Nadia, Jean, Electra e King — sono comparsi anche nel videogioco Mah Jong Evangelion & Good Friends, pubblicato in Giappone per PlayStation nel 1998.

## Accoglienza
Nadia - Il mistero della pietra azzurra ottenne un subitaneo successo, che convinse i produttori ad incrementare il numero delle puntate da 30 a 39 in corso d'opera. Nadia riuscì inoltre nell'impresa di scalzare dal primo posto Nausicaä, la popolare eroina creata da Miyazaki, nel sondaggio mensile dei personaggi femminili di anime e manga più amati dal pubblico giapponese indetto da Animage, posizione che ricopriva ininterrottamente dall'inizio del sondaggio nella seconda metà degli anni ottanta. Nel 1990 Nadia vinse il premio come miglior serie anime all'Anime Grand Prix; nello stesso anno la sigla di apertura Blue Water venne votata miglior canzone, Nadia miglior personaggio femminile e l'episodio 22 (Il tradimento di Electra) miglior episodio. Nel 1991 Nadia confermò il primo posto dell'anno precedente, mentre l'episodio finale della serie (Eredita le stelle) ottenne il primo posto nella categoria miglior episodio singolo. In una classifica sui 100 migliori anime di tutti i tempi stilata nel 2001 sempre dalla rivista Animage la serie si è piazzata al 72º posto. Retrospettivamente, la rivista Famitsū ha classificato Nadia come la ventesima eroina più famosa degli anime degli anni novanta.
La maggior parte della critica è unanime nel bocciare irrimediabilmente l'arco narrativo ambientato sull'isola deserta (ep. 23-29), affermando che la qualità dell'animazione e della sceneggiatura, il cambio di regia e l'umorismo caricaturale e slapstick dei personaggi segnano un'improvvisa involuzione nel ritmo narrativo e nello sviluppo dei personaggi avuto fino a quel punto, senza apportare nessun valore aggiunto allo show e suggerendo addirittura al pubblico di saltarli durante la visione della serie per avere un'esperienza migliore. Una minoranza afferma invece che seppur viziati da una qualità artistica inferiore, gli episodi aiutano a sviluppare la personalità dei personaggi e segnano una tappa importante nel percorso di crescita di Nadia e Jean e dei sentimenti che provano l'un l'altra. Il resto della serie è generalmente apprezzato per la storia coinvolgente, il giusto equilibrio di umorismo e il dramma culminante in un finale epico, i personaggi energici e ben caratterizzati e uno "stile vibrante".
In The Anime Encyclopedia Jonathan Clements e Helen McCarthy hanno commentato che la serie ha l'ambizione di puntare ad una platea universale e che «molto raramente questo approccio ha prodotto uno show di tale duraturo fascino e impatto emozionale».

### Controversie
Il film della Disney del 2001 Atlantis - L'impero perduto suscitò delle polemiche tra gli appassionati, apparse inizialmente su Internet e riprese poi dalla stampa giapponese e statunitense, sul fatto che il lungometraggio ricalchi troppo palesemente alcuni elementi de Il mistero della pietra azzurra, come il focus su Atlantide e alcune somiglianze nell'intreccio e nella caratterizzazione dei personaggi. Secondo i difensori del film, tuttavia, le somiglianze tra le due opere sono da ricollegare semplicemente al fatto che loro fonti di ispirazione — il romanzo Ventimila leghe sotto i mari, l'universo fantastico di Jules Verne e la leggenda di Atlantide — sono le stesse; inoltre i realizzatori di Atlantis - L'impero perduto hanno dichiarato di essersi ispirati piuttosto alle opere di Hayao Miyazaki da cui la stessa serie di Nadia ha dichiaratamente attinto.